# Estação Vicálvaro
Vicálvaro é uma estação da Linha 9 do Metro de Madrid. A estação foi inaugurada em 1 de Dezembro de 1998.